# Veteran (New York)
Pour les articles homonymes, voir Vétéran.
Veteran est une ville située dans le comté de Chemung, dans l' État de New York, aux États-Unis. En 2010, elle comptait une population de 3 313 habitants, estimée au 1er juillet 2016 à 3 219 habitants.

## Démographie
Lors du recensement de 2010, la ville comptait une population de 3 313 habitants. Elle est estimée, en 2016, à 3 219 habitants.